# Сулін (Великопольське воєводство)
Сулін (пол. Sulin) — село в Польщі, у гміні Клецько Гнезненського повіту Великопольського воєводства.
Населення — 116 осіб (2011).
У 1975—1998 роках село належало до Познанського воєводства.

## Демографія
Демографічна структура станом на 31 березня 2011 року:
|          | Загалом | Допрацездатний вік | Працездатний вік | Постпрацездатний вік |
| -------- | ------- | ------------------ | ---------------- | -------------------- |
| Чоловіки | 54      | 9                  | 42               | 3                    |
| Жінки    | 62      | 14                 | 40               | 8                    |
| Разом    | 116     | 23                 | 82               | 11                   |